# Aaregg
Aaregg ist ein Quartier der Stadt Bern auf der Engehalbinsel. Es gehört zu den 2011 bernweit festgelegten 114 gebräuchlichen Quartieren und liegt im Stadtteil II Länggasse-Felsenau, dort im statistischen Bezirk Felsenau. Es grenzt an die Quartiere Tiefenau, Rossfeld, Hintere Engehalde und im Süden die Aare.
Im Jahr 2022 leben im Quartier 1230 Einwohner, davon 880 Schweizer und 350 Ausländer.
Aaregg wird durch eine Reihensiedlung von Mehrfamilien- und einigen Einfamilienhäusern bestimmt. In einer Befragung 2017 wurde von der Bevölkerung eine hohe Verbundenheit mit dem Quartier angegeben, ein Graben zwischen den alteingesessenen Schweizern und den Zugezogenen – überwiegend Migranten mit Kindern – festgestellt. Auch fehlende Infrastruktur wurde bemängelt.
Die RBS verbindet mittels S-Bahn den Bahnhof Bern-Tiefenau mit dem Bahnhof Bern. Die Buslinie 34 der RBS verkehrt dort ebenfalls Richtung Zentrum.